# Urbain Plancher
Pour les articles homonymes, voir Plancher.
Urbain Plancher, né à Chenus (Anjou) en 1667 et mort à Dijon le 22 janvier 1750, est un historien français. 
Bénédictin de la congrégation de Saint-Maur et de l'abbaye Saint-Bénigne de Dijon, Urbain Plancher est l'auteur d'une Histoire générale et particulière de Bourgogne en 3 volumes in-folio, publiés à Dijon en 1739, 1741 et 1748. Il meurt sans avoir pu achever son Histoire de Bourgogne. Il eut pour continuateurs Dom Salazar et Dom Merle et le quatrième et dernier volume de l'Histoire générale et particulière de Bourgogne parut en 1781.

## Publications
- Histoire générale et particulière de Bourgogne (en sus des nombres de pages indiqués, les tomes contiennent des sections de notes et des annexes)
  - tome 1, Dijon, Antoine de Fay, 1739, 531 p., sur [archive.org] (lire en ligne).
  - tome 2, Dijon, Antoine de Fay, 1741, 524 p., sur [gallica] (lire en ligne).
  - tome 3, Dijon, Antoine de Fay, 1748, 554 p., sur [google books] (lire en ligne).
  - tome 4, Dijon, Louis Nicolas Frantin, 1781, 668 p., sur [google books] (lire en ligne).